# Радиф (музика)
Радиф (перс. ردیف) што значи ред је збирка више старих мелодијских фигура сачуваних усменом традицијом кроз многе генерације. Традиционална музика Ирана заснива се на радифу, као колекцији старих мелодија које су мајстори преносили студентима кроз генерације. Временом је сваки мајстор обликовао сопствену интерпретацију и овој збирци додао нове мелодије, које могу носити име мајстора. Очување тих мелодија у великој мери је зависило од памћења и мајсторства сваке наредне генерације, јер је интерпретативно порекло ове музике изражено само кроз усмену традицију.
Радиф организује мелодије у више различитих модуса званих дастгах. Сваки дастгах састоји се од седам основних нота и неколико варијабилних које се користе за украшавање и модулације. Сваки дастгах је засебан модални варијетет дефинисан са распоредом секвенци, и смењује 10 до 30 основних мелодија које се називају гуше. Главни гуше дастгаха означава различите модусе унутар тог дастгаха. Нота на којој се заснива гуше, назива се шахед. Ритам у овим мелодијама има три различита облика: симетричан, асиметричан (ланг) и слободну форму. Ритам је под великим утицајем ритма и метра персијске поезије. Радиф може бити вокални или инструментални, свира се на различитим инструментима с различитим извођачким техникама, укључујући дуговрате лауте, тар и сетар, као и сантур, каманче и неј. Инструментални и вокални радиф разликују се са ритмичке тачке гледишта; међутим, њихове мелодијске структуре су исте.
Преносећи се од мајстора на ученика кроз усмене инструкције, радиф оличава и естетску праксу и филозофију персијске музичке културе. Учење радифа протеже се током најмање десет година посвећеног учења током којих студенти памте репертоар радифа и учествују у процесу музичког аскетизма у намери да отворе врата духовности. Радифи Мирзе Хусеин-Колика и Мирзе Абдулаха су најстарији радифи који су још увек у употреби за многе студенте који настављају традицију персијске музике.  Ова богата ризница лежи у срцу иранске музике и одражава културни и национални идентитет иранског народа. Уврштена је на Унеско листу нематеријалног културног наслеђа 2009. године.

## Галерија
- Мирза Абдулах
- Мирзе Хусеин-Колика и његов син, 1912.
- Музички састав из ере Насирудин Шаха
- Традиционални ирански музичар